# Mindre granspinnarstekel
Mindre granspinnarstekel (Cephalcia arvensis) är en stekelart som beskrevs av Georg Wolfgang Franz Panzer 1803. Mindre granspinnarstekel ingår i släktet granspinnarsteklar, och familjen spinnarsteklar. Arten är reproducerande i Sverige.